# ۱۴۶۸ (میلادی)
۱۴۶۸ (میلادی) یک سال کبیسه در گاه‌شماری میلادی با نخستین روز جمعه بود.

## رویدادها
- کریستین یکم، پادشاه دانمارک در جایگاه حکمران نروژ، جزایر اورکنی را به عنوان تضمین پرداخت جهاز مارگارت، دخترش که به عقد جیمز سوم، پادشاه اسکاتلند درآمده بود، به اسکاتلندی‌ها سپرد. این جزایر که از سال ۸۷۵ میلادی توسط وایکینگ‌ها به سلطه نروژی‌ها درآمده بود، با عدم پرداخت جهاز، برای همیشه به اسکاتلند پیوست.

## زادگان
- ۲۹ فوریه - پائولوس سوم، دویست و بیستمین پاپ کلیسای کاتولیک (د. ۱۵۴۹ م)

## درگذشتگان
- ۱۷ ژانویه - اسکندربیگ، اشراف‌زاده آلبانیایی و از فرماندهان شورش علیه امپراتوری عثمانی (ز. ۱۴۰۳ م)

‎